# 시에나 밀러
시에나 로즈 다이애나 밀러(영어: Sienna Rose Diana Miller, 1981년 12월 28일 ~ )는 미국에서 태어난 영국의 배우, 모델이자 패션 디자이너이다.
2008년 그녀는 영국 아카데미상(BAFTA) 라이징 스타상에 후보 지명되었고, 2012년 TV 영화 《더 걸》에서 티피 헤드런 역할을 연기해 영국 아카데미상(BAFTA) 여우주연상과 골든 글로브상 TV 영화 미니시리즈 부문 여우주연상에 후보 지명되었다. 그녀의 영화에서 역할들은 추리 스릴러 영화 《레이어 케이크》(2004), 코미디 영화 《나를 책임져, 알피》(2004), 전기 영화 《팩토리 걸》(2006), 드라마 영화 《사랑의 순간》(2008)과 SF 액션 영화 《지.아이.조 - 전쟁의 서막》(2009) 등에 출연했다. 2014년, 그녀는 두 편의 전기 영화에 출연하였고 《폭스캐처》에서 낸시 슐츠 역할과 《아메리칸 스나이퍼》에서는 타야 카일 역할을 연기했다.
2006년 그녀는 캐주얼 청바지 브랜드 페페진의 패션 캡슐을 설계했다. 2012년, 대한민국의 대표 화장품 브랜드 아모레퍼시픽의 모델로 발탁되기도 했다.

## 성장 과정

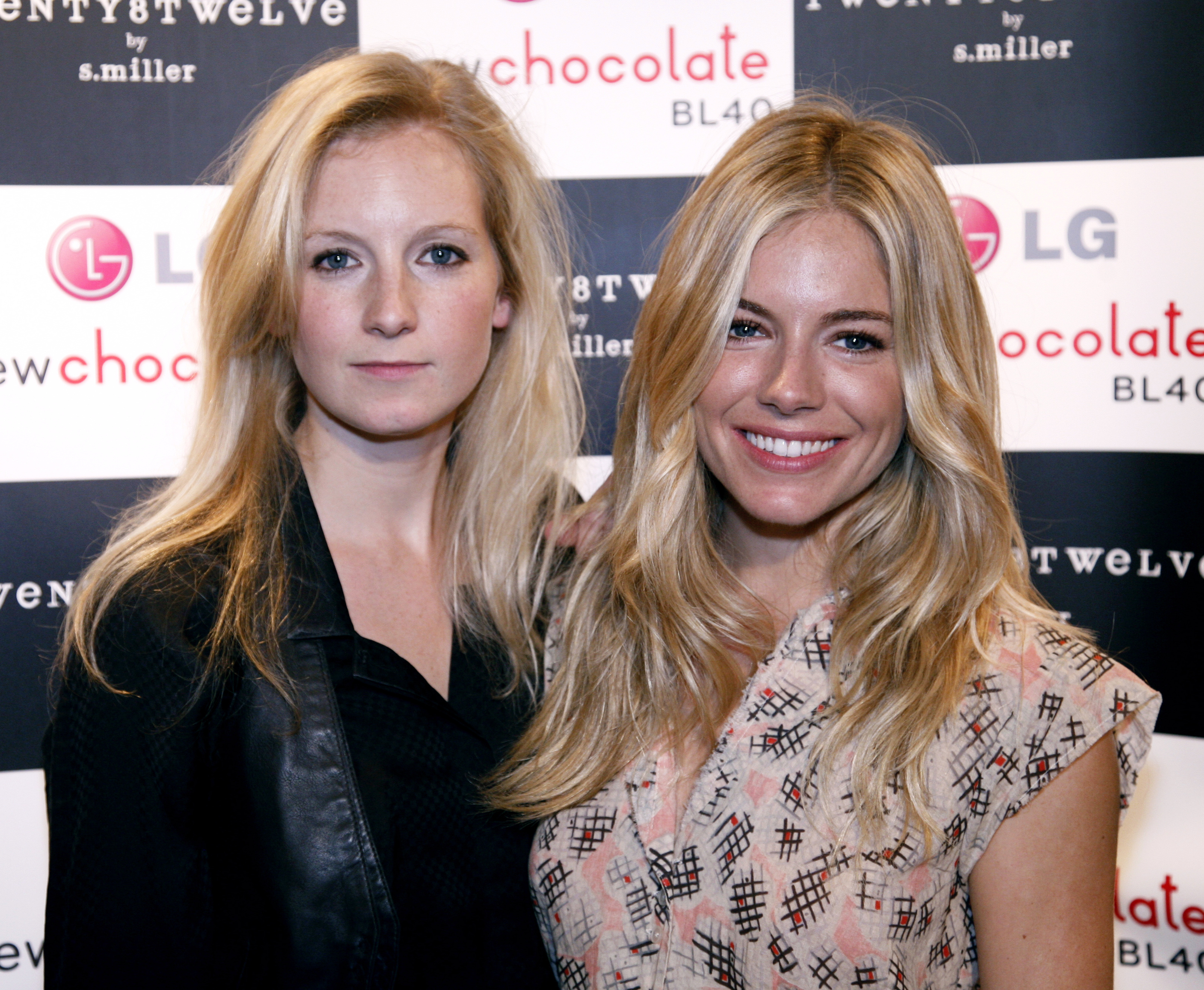
2009년 언니 사반나와 함께

밀러는 미국 뉴욕에서 태어나, 그녀가 어린 시절 가족들은 영국 런던으로 이동했다. 그녀의 어머니 조지핀은 이전에 남아프리카 공화국 출신의 모델이였고, 그녀의 아버지 에드윈 밀러는 미국 은행가를 거쳐 중국 예술상점을 운영하는 미술상이였다. 그녀의 형제로는 언니 사반나, 2명의 이복 형제의 찰스와 스티븐이 있다.
밀러는 잉글랜드 버크셔주 애스콧에 위치한 히스필드 스쿨에 다녔고, 기숙학교에서 생활했다. 이후에는 뉴욕의 리 스트라스버그 연기학교에서 몇년동안 공부했다.
영국 여권을 보유중이던 그녀는 미국령 버진아일랜드에서 자신의 첫번째 운전 면허증을 취득했고, 그녀는 미국과 영국에서 모두 자유롭게 운전 할 수 있는 자격을 얻었다.

## 경력

### 텔레비전과 영화
2001년, 밀러는 《사우스 켄싱턴》에서 루퍼트 에버렛 과 엘 맥퍼슨과 공연한 영화로 데뷔하였고, 이후 텔레비전 드라마 시리즈 《킨 에디》에 출연했다. 2004년 밀러는 《나를 책임져, 알피》에서는 주드 로와 공연하였고, 이어 《레이어 케이크》에 출연했다 .
2005년 밀러는 히스 레저 주연의 코미디 드라마 영화 《카사노바》에서는 여주인공으로 출연했고, 《팩토리 걸》에서는 1960년대 사교계 명사로 알려진 앤디 워홀의 뮤즈 에디 세즈윅을 연기했고 영화는 2006년 12월 29일에 개봉했다.

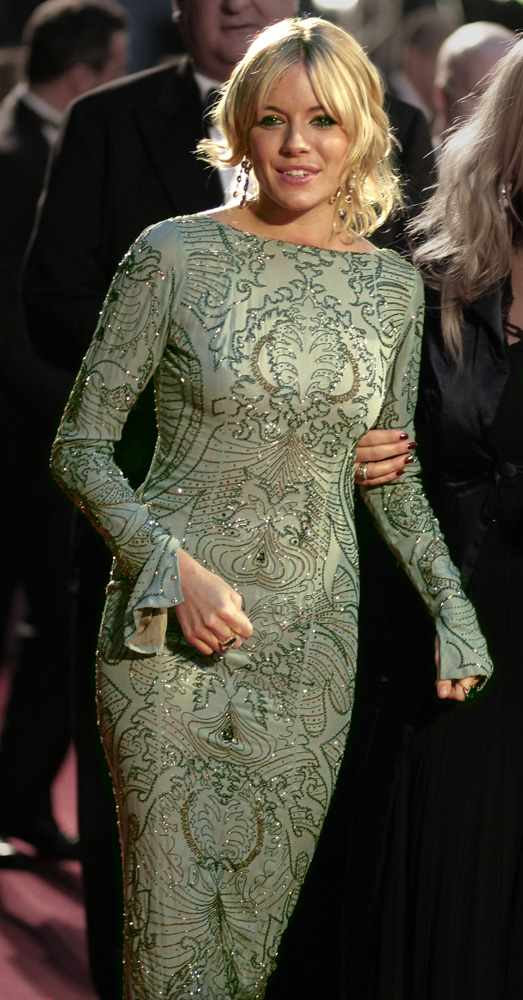
2007년 영국 아카데미상(BAFTA)에서

2007년 밀러는 매슈 본 감독의 영화 《스타더스트》에 조연으로 출연했고, 같은 해 영화 《카밀》에서는 흡혈귀 신부 역할을 연기하며 제임스 프랭코와 공연했다. 2008년 밀러는 작가의 영화 버전에 출연 마이클 샤본의 소설이 원작인 영화 《피츠버그의 미스테리》 와 웨일즈의 시인 딜런 토마스의 일대기를 그린 영화 《사랑의 순간》에서는 친구의 키이라 나이틀리와 공연했고 밀러는 그의 아내 케이틀린 역할을 연기했다.
2009년에 그녀는 만화 원작의 액션 영화 《지.아이.조 - 전쟁의 서막》에서 '배로니스' 역할을 연기했다. 또한 같은 해 그녀는 《히피 히피 셰이크》에 킬리언 머피와 함께 주인공으로 캐스팅 되어 촬영을 했지만 제작사의 워킹 타이틀 필름스의 반복 된 각본 수정 연출 등의 마찰로 개봉이 무산됐다. 이후 밀러는 패트릭 마버의 소설이 원작인 《애프터 미스 줄리》에서 미스 줄리 역할을 맡아 브로드웨이 무대에 섰으며, 2011년에는 극장 로열 헤이 마켓에서 공연 된 런던 프로덕션의 《플레어 파스》에서 퍼트리샤 역할을 연기하며 2년만에 무대에 섰다.
2012년에는 HBO의 텔레비전 드라마 《더 걸》 에서는 영화감독의 앨프리드 히치콕과 연인관계였던 배우 티피 헤드런 역할을 연기했다.

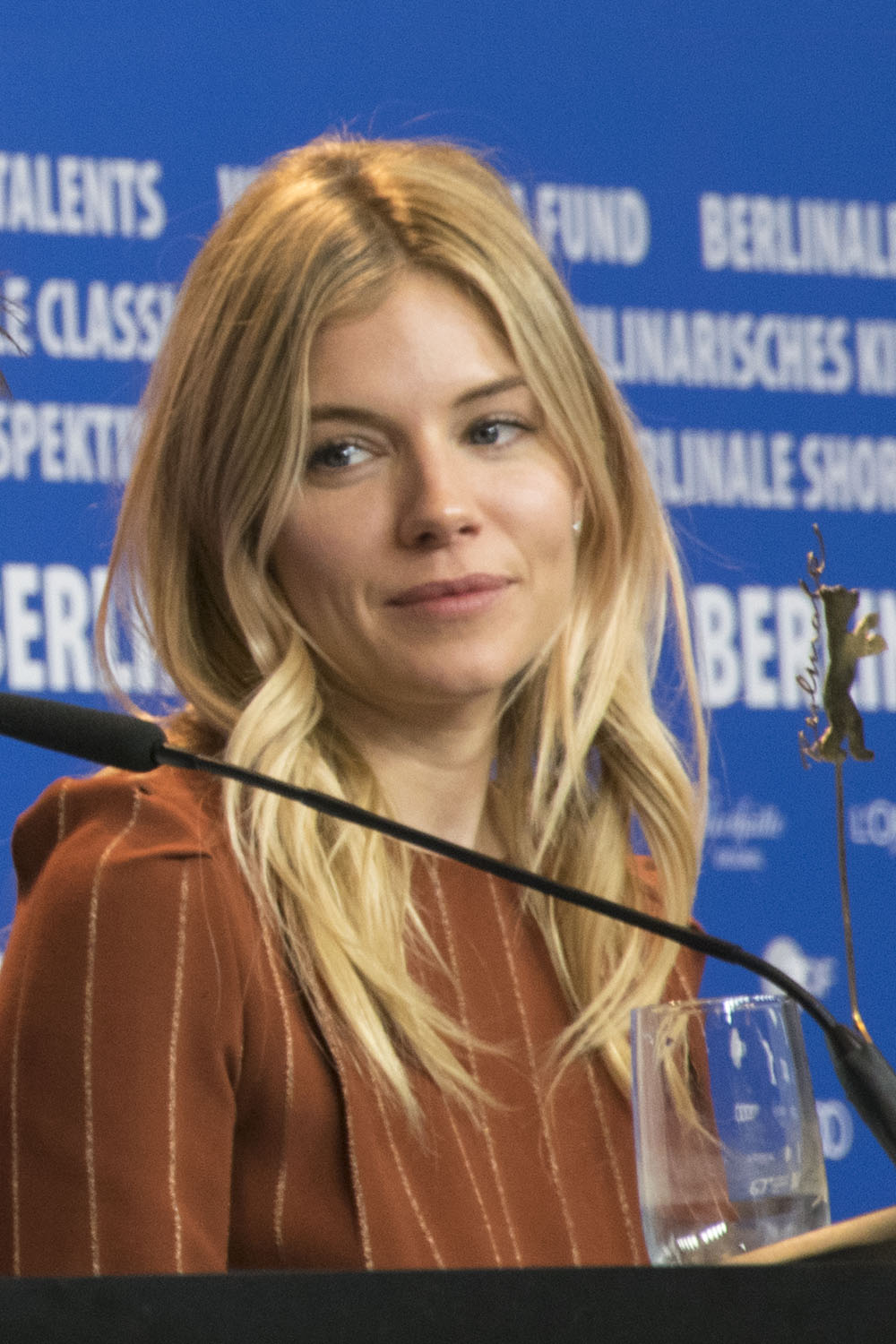
2017년 베를린 국제 영화제에서

2014년, 밀러는 베넷 밀러 감독의 영화 《폭스캐처》에서 낸시 슐츠 역할과 클린트 이스트우드 감독의 영화 《아메리칸 스나이퍼》에서는 타야 카일 역할을 연기했다. 그녀는 2015년에 개봉되는 영화 《하이-라이즈》와 《언피니쉬드비즈니스》 , 《더 셰프》에 출연했다. 이후 밀러는 벤 애플렉 감독의 1930년대 갱스터 영화 《리브 바이 나이트》에 캐스팅 된것이 발표 되었다. 2015년 1월 7일, 밀러는 스튜디오 54 브로드웨이에서 재공연 되는 뮤지컬 《캬바레》에 여주인공 '샐리 볼스' 역할을 맡는 것이 발표 되었다. 그녀는 이전의 2월 15일까지 스케줄이 예정 된 에마 스톤에게서 역할을 인수 받아 3월 28일까지 6주 동안 공연에 참여했다.
그녀는 2015년 제68회 칸 국제 영화제에 공식 경쟁부문 심사위원으로 위촉되었다.

## 패션

### 모델
밀러는 지금과 같은 전문적인 배우 이전에 사진 모델로 활동을 시작했다. 그녀는 런던에 위치한 셀렉트 모델 매니지먼트의 탠디 앤더슨과 계약에 서명하였고, 코카콜라, 이탈리아 보그와 2003년 이탈리아의 타이어 업체의 피렐리 캘런더의 모델로 등장했다. 밀러는 패션의 스타일에 있어서 보호 시크 룩의 세련된 패션의 추종자들이 많은 케이트 모스와 비슷한 외모와 스타일로 비교되며 눈길을 끌기 시작했다.
밀러는 영국의 청바지 브랜드의 페페진 광고 캠페인에 2년 계약에 서명하였고, 2006년 3월에 잡지를 통해 광고에 첫 등장했다. 2009년 2월, 휴고 보스 향수는 밀러가 보스 오렌지 여성 향수의 새로운 얼굴이자 대사가 되었다고 발표했다.

### 패션 디자이너

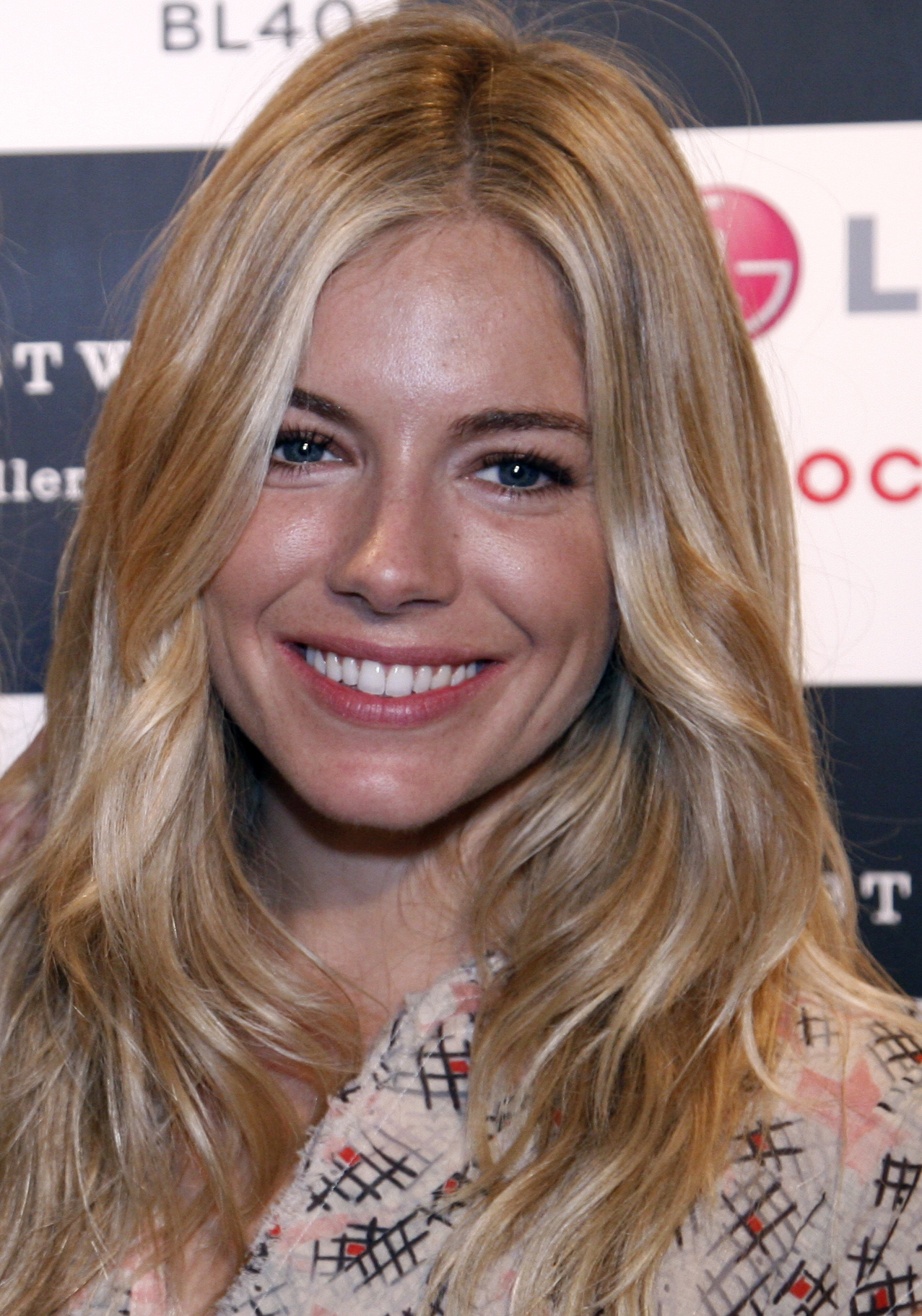
2009년 9월 22일 트웬티8트웰브 쇼에서 시에나 밀러.

2006년 밀러는 영국의 캐주얼 청바지 브랜드 페페진의 패션 캡슐을 설계하였고, 이 프로젝트는 완벽한 패션 라벨으로 확장 되었다. 트웬티8트웰브는 그녀의 출생일에서 따온 것으로 재정상 페페 청바지에 계열이 되었다. 이 컬렉션은 전문 패션 디자이너인 그녀의 언니 사반나와 공동으로 작업한 디자인 컬렉션으로 2007년 9월에 런칭 되었다.
2009년 9월 9일에 대한민국의 LG전자는 밀러와 공동마케팅 제휴를 맺었다고 발표했다. 지난 7월에 밀러가 영화 《지.아이.조 - 전쟁의 서막》의 홍보차 한국에 첫 방한했을 때 서울 신라호텔에서 기자간담회를 마친 뒤 LG전자 관계자들과 만나 비밀회의를 가진 것으로 알려졌는데, 항간에는 그녀를 광고 모델로 섭외하는 것이 아니냐는 추측이 오갔지만 이 프로젝트는 밀러와 언니 사반나가 휴대전화의 '뉴 초콜릿폰'용 가죽 케이스를 디자인하고, 여기에 두 자매의 의류 브랜드인 '트웬티8트웰브'의 로고를 넣는 방식의 제휴 계약이였다.

## 자선 활동
밀러는 국제 의료 봉사단의 글로벌 대사를 맡고 있다. 2009년 4월에 그녀는 콩고 민주 공화국을 여행한 후, 그녀는 그들과의 경험의 블로그를 유지했다. 또한 그녀는 2010년 아이티 지진 이후, 아이티를 방문하였다.
밀러는 기후 변동에 대한 글로벌 쿨 재단과 함께 2007년부터 친환경 캠페인에 참여하고 있다. 또한 밀러는 스타라이트 어린이 재단의 영국 지사의 대사로, 몸이 아픈 아이들과 그들의 부모를 지원하고 있다.

## 사생활

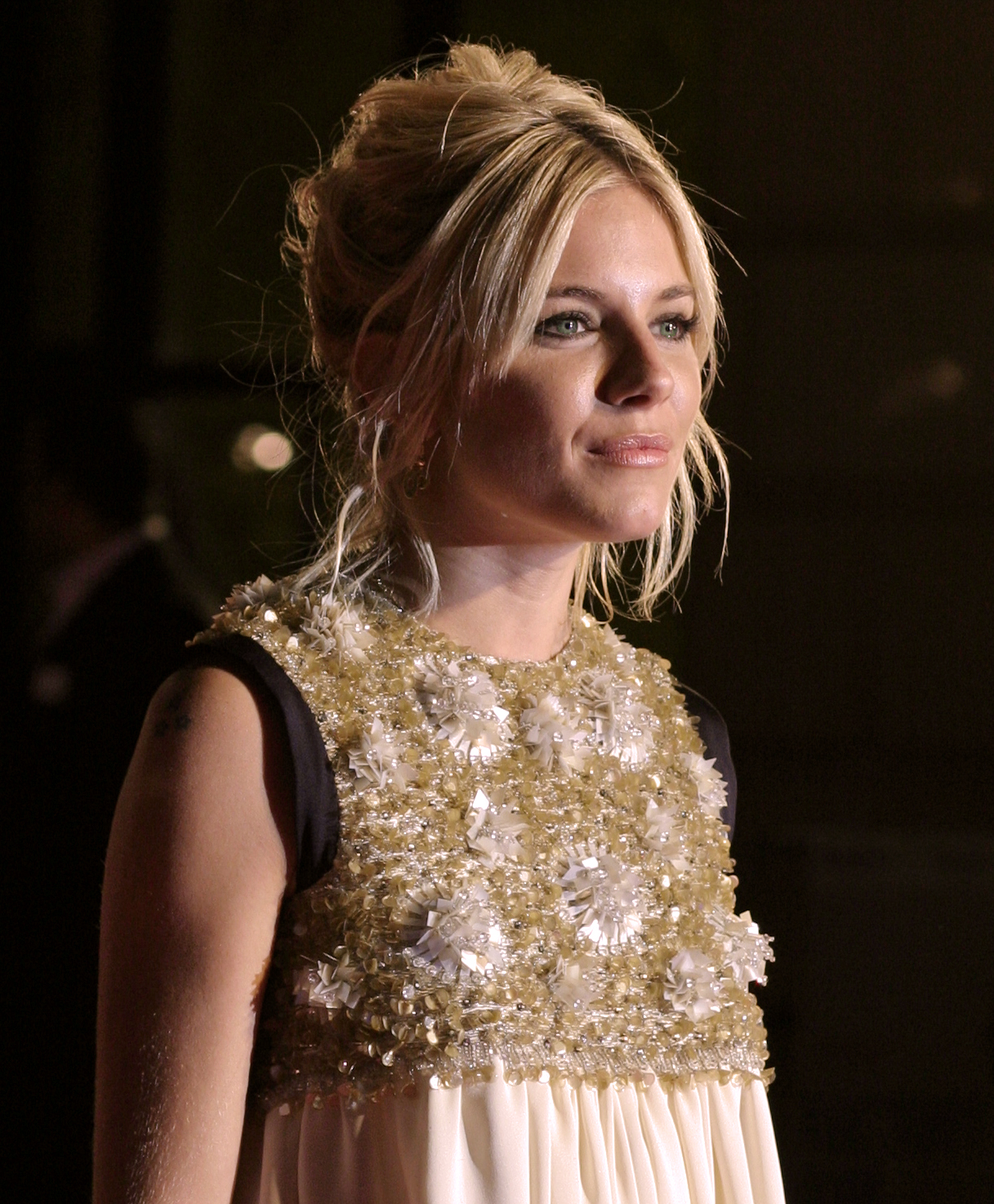
2008년 밀리터리 패션 쇼에서 밀러.

### 연인 관계와 가족
밀러는 《나를 책임져, 알피》에서 공연한 배우 주드 로와 연인 관계임이 타블로이드 신문에 공개되었다. 2004년 크리스마스 날에 두 사람은 약혼하였다. 2005년 7월 8일에 주드 로가 그의 아이들의 보모와 불륜을 저지른 사실이 알려졌고, 언론을 통해 공개적으로 사과를 했다. 밀러는 잠시동안 대니얼 크레이그와 데이트를 하기도 했다. 밀러와 로는 2006년 11월에 파혼을 선언하며 결별했다.
2008년 12월에는 유부남의 새 연인 발타자 게티와의 사진이 대중에게 공개되었다. 이 사진들은 이탈리아의 아마르피 해변에서 휴가중이던 그녀의 상반신이 노출된 사진들로 프라이버시의 침해를 이유로 영국의 타블로이드지와 포토 에이전시의 두 매체를 고소했다.
2009년 12월, 밀러는 주드 로와 브로드웨이 공연을 계기로 다시 관계를 시작하며 재결합하였고, 2009년 말 크리스마스를 기념해 카리브해 바베이도스의 한 해변에서 그의 아이들과 두 사람의 다정한 모습이 목격되기도 했다. 하지만 2011년 2월에 두 사람은 완전히 결별 하였다.
2011년부터 교제를 시작한 4살 연하의 배우 톰 스터리지와 약혼했으며, 2012년 7월 7일에는 딸 말로우 오톨린 랭 스터리지(Marlowe Ottoline Layng Sturridge)를 출산했다.
밀러의 아버지가 재혼한 아내이자, 그녀의 계모인 켈리 호펜은 대중에게 잘 알려진 인테리어 디자이너와 사업가이다. 또한 그녀의 딸 말로우의 대부는 스터리지의 오랜 친구인 배우 에디 레드메인이다.

### 폰 해킹 사건
2011년 5월, 밀러의 휴대폰 메시지를 해킹해서 사생활을 침해한 영국 타블로이드지 《뉴스 오브 더 월드》의 마이클 실버리프 고문 변호사는 이날 런던 고등법원에 출석해 사과를 전달했고, 이날 열린 청문회에서는 그녀가 요구한 법률비용 10만 파운드(한화 1억 7700만원)과 손해보상금 16만 4000달러(한화 1억 7200만 원)를 지급하는 것에 합의한 것이 언론에 알려졌다. 2011년 11월 그녀는 레비슨 조사에 증거의 핵심 참가자로 나섰고, 이후 밀러가 레비슨에 제출한 진술서는 언론의 뉴스 헤드라인을 장식했다.

## 출연 작품

### 영화
| 년도 | 제목                                                 | 역할                                       | 참고                 |
| ---- | ---------------------------------------------------- | ------------------------------------------ | -------------------- |
| 2001 | 사우스 켄싱턴 South Kensington                       | 샤론                                       |                      |
| 2002 | 하이 스피드 High Speed                               | 사반나                                     |                      |
| 2002 | 더 라이드 The Ride                                   | 사라                                       |                      |
| 2004 | 레이어 케이크 Layer Cake                             | 타미                                       |                      |
| 2004 | 나를 책임져, 알피 Alfie                              | 니키                                       |                      |
| 2005 | 카사노바 Casanova                                    | 프란체스카 브루니                          |                      |
| 2006 | 팩토리 걸 Factory Girl                               | 에디 세즈윅                                |                      |
| 2007 | 인터뷰 Interview                                     | 카티아                                     |                      |
| 2007 | 카밀 Camille                                         | 카밀 포스터                                |                      |
| 2007 | 스타더스트 Stardust                                  | 빅토리아                                   |                      |
| 2008 | 피츠버그의 미스테리 The Mysteries of Pittsburgh      | 제인 벨웨더                                |                      |
| 2008 | 폭스 테일 A Fox's Tale                               | 달시 (목소리)                              |                      |
| 2008 | 사랑의 순간 The Edge of Love                         | 케이틀린 맥나마라                          |                      |
| 2009 | 지.아이.조 - 전쟁의 서막 G.I. Joe: The Rise of Cobra | 애나 루시스/아나스타샤 데코브래이/배로니스 |                      |
| 2012 | 누 요크 Nous York                                    | 영화 배우                                  | 프랑스 영화          |
| 2012 | 투 잭스 Two Jacks                                    | 다이애나                                   |                      |
| 2012 | 저스트 라이크 어 우먼 Just like a Woman              | 메릴린                                     |                      |
| 2012 | 옐로우 Yellow                                        | 산느                                       |                      |
| 2013 | 온리 포 유 A Case of You                             | 사라                                       |                      |
| 2014 | 폭스캐처 Foxcatcher                                  | 낸시 슐츠                                  |                      |
| 2014 | 아메리칸 스나이퍼 American Sniper                    | 타야 카일                                  |                      |
| 2015 | 언피니쉬드비즈니스 Unfinished Business               | 척 포트노이                                |                      |
| 2015 | 미시시피 그라인드 Mississippi Grind                  | 시몬                                       |                      |
| 2015 | 하이-라이즈 High Rise                                | 샬럿 멜빌                                  |                      |
| 2015 | 블랙매스 Black Mass                                  | 캐서린 그레이그                            | 촬영 된 장면 편집 됨 |
| 2015 | 더 셰프 Burnt                                        | 헬렌                                       |                      |
| 2016 | 잃어버린 도시 Z The Lost City of Z                   | 니나 포셋                                  |                      |
| 2016 | 리브 바이 나이트 Live by Night                       | 에마 굴드                                  |                      |
| 2018 | The Catcher Was a Spy                                | 에스텔라 후니                              |                      |
| 2019 | 21 브릿지: 테러 셧다운 21 Bridges                    | 프랭키 번스                                |                      |
| 2023 | 노스 스타 North Star                                 | 빅토리아                                   |                      |

### 텔레비전
| 년도       | 제목                              | 역할          | 참고         |
| ---------- | --------------------------------- | ------------- | ------------ |
| 2002       | 미국 대사관 The American Embassy  | 베이브        | 1 에피소드   |
| 2002       | 베드타임 Bedtime                  | 스테이시      | 4 에피소드   |
| 2003~2004  | 킨 에디 Keen Eddie                | 피오나 비커턴 | 13 에피소드  |
| 2009, 2011 | 탑 기어 Top Gear                  | 자신          | 2 에피소드   |
| 2012       | 더 걸 The Girl                    | 티피 헤드렌   | BBC/HBO 영화 |
| 2023       | 2050: 벼랑 끝 인류 Extrapolations | 레베카 셰어러 |              |

### 뮤지컬
| 연도 | 제목   | 역할      | 참고        |
| ---- | ------ | --------- | ----------- |
| 2015 | 캬바레 | 샐리 볼스 | 스튜디오 54 |

## 수상 및 후보
| 년도 | 상                                                       | 부문                                      | 작품                     | 결과 |
| ---- | -------------------------------------------------------- | ----------------------------------------- | ------------------------ | ---- |
| 2007 | 엔비론메탈 미디어 어워드                                 | EMA 미래상                                |                          | 수상 |
| 2007 | 인디펜던트 스피릿 어워드                                 | 최우수 여우주연상                         | 인터뷰                   | 후보 |
| 2007 | 런던 영화 비평가 협회                                    | 올해의 영국 여우주연상                    | 인터뷰                   | 후보 |
| 2008 | 영국 아카데미상(BAFTA)                                   | 라이징 스타상                             |                          | 후보 |
| 2008 | 영국 독립 영화상                                         | 최우수 여우조연상                         | 사랑의 조건              | 후보 |
| 2009 | 골든 래즈베리상                                          | 최악의 여우조연상                         | 지.아이.조 - 전쟁의 서막 | 수상 |
| 2009 | 쇼웨스트 어워드                                          | 최우수 여우조연상                         | 사랑의 조건              | 수상 |
| 2012 | 페스티벌 디 라 픽션 TV 디 라 로셸                        | 최우수 여우주연상                         | 저스트 라이크 어 우먼    | 수상 |
| 2012 | 골든 글로브상                                            | TV 영화 미니시리즈 부문 최우수 여우주연상 | 더 걸                    | 후보 |
| 2012 | 영국 아카데미상(BAFTA TV 어워드)                         | 최우수 여우주연상                         | 더 걸                    | 후보 |
| 2013 | 크리틱스 초이스 텔레비전상(미국 방송 영화 비평가 협회상) | 영화 미니시리즈 부문 최우수 여우조연상    | 더 걸                    | 후보 |
| 2015 | 덴버 영화 비평가 협회                                    | 최우수 여우조연상                         | 아메리칸 스나이퍼        | 후보 |